# Latvijas PSR čempionāts futbolā 1965
L'edizione 1965 del massimo campionato di calcio lettone fu la 21ª come competizione della Repubblica Socialista Sovietica Lettone; il titolo fu vinto dall'ASK, giunto al suo ottavo titolo.

## Formato
Il campionato era formato da quattordici squadre che si incontrarono in gare di andata e ritorno per un totale di 26 turni; erano assegnati due punti alla vittoria, un punto al pareggio e zero per la sconfitta.

## Classifica finale
|                        | Pos. | Squadra               | Pt | G  | V  | N | P  | GF | GS | DR  |
| ---------------------- | ---- | --------------------- | -- | -- | -- | - | -- | -- | -- | --- |
| RSS Lettone (bandiera) | 1.   | ASK Rīga              | 46 | 26 | 20 | 6 | 0  | 61 | 15 | +46 |
|                        | 2.   | Juras Osta Ventspils  | 34 | 26 | 16 | 2 | 8  | 37 | 25 | +12 |
|                        | 3.   | Pilots Riga           | 33 | 26 | 13 | 7 | 6  | 37 | 17 | +20 |
|                        | 4.   | ZSK Daugavpils        | 33 | 26 | 14 | 5 | 7  | 46 | 26 | +20 |
|                        | 5    | KRR Rīga              | 31 | 26 | 14 | 3 | 9  | 48 | 34 | +14 |
|                        | 6.   | PFR Riga              | 30 | 26 | 12 | 6 | 8  | 31 | 32 | -1  |
|                        | 7.   | RĖZ Riga              | 28 | 26 | 10 | 8 | 8  | 43 | 25 | +18 |
|                        | 8.   | Baltika Liepaja       | 28 | 26 | 12 | 4 | 10 | 34 | 30 | +5  |
|                        | 9.   | Kompresors Riga       | 25 | 26 | 10 | 5 | 11 | 34 | 39 | -5  |
|                        | 10.  | CSK Broceni           | 23 | 26 | 11 | 1 | 14 | 33 | 49 | -16 |
|                        | 11.  | Dinamo Liepaja        | 21 | 26 | 7  | 7 | 12 | 20 | 32 | -12 |
|                        | 12.  | Aizpute               | 18 | 26 | 5  | 8 | 13 | 31 | 50 | -19 |
|                        | 13.  | Vulkans Kuldiga       | 12 | 26 | 3  | 6 | 17 | 22 | 47 | -25 |
|                        | 14.  | Mašīnbūvētājs Rēzekne | 2  | 26 | 1  | 0 | 25 | 22 | 78 | -56 |